# 石川総般
石川 総般（いしかわ ふさつら）は、常陸下館藩の第5代藩主。伊勢亀山藩石川家分家7代。

## 生涯
宝暦7年（1757年）、第3代藩主・石川総候の五男として誕生する。寛政7年7月（1795年8月）、兄で先代藩主である総弾の養嗣子となり、総弾の死去により同年9月5日（10月17日）に家督を継いだ。同月15日（10月27日）に将軍・徳川家斉に拝謁し、同年12月17日（1796年1月26日）に従五位下・中務少輔に叙任した。享和2年11月17日（1802年12月11日）、死去した。越後長岡藩主・牧野忠精の次男・総親が、先代総弾の娘で総般が養女とした娘の婿となり、家督を継いだ。

## 系譜
父母
- 石川総候（実父）
- 石川総弾（養父）

子女
- 石川総承（長男）
- 石川総安（次男）
- 水野元貞室
- 石川総功室
- 石川総集室
- 石川成伊室

養子、養女
- 石川総親 ー 牧野忠精の次男
- 石川総親室 ー 石川総弾の娘